# Relations entre la France et le Kosovo
Les relations entre la France et le Kosovo sont des relations internationales s'exerçant entre un État d'Europe, le République du Kosovo, et un autre principalement européen, la République française. Elles sont structurées par deux ambassades, l'ambassade du Kosovo en France et l'ambassade de France au Kosovo.

## Histoire

### Reconnaissance du Kosovo par la France
La France a reconnu le Kosovo le 18 février 2008, au lendemain de la proclamation de son indépendance. Dès 1999, elle s’est impliquée activement dans le règlement de la question du Kosovo.